# Jugera

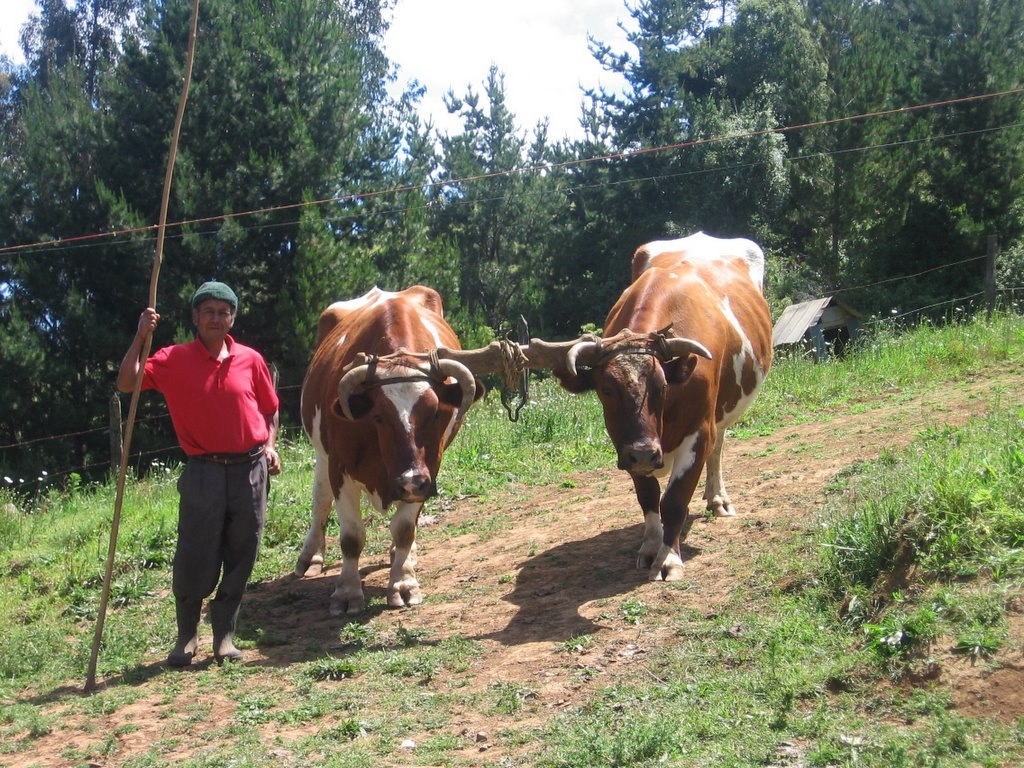
Parella de bous units amb un jou

La jugera o juguera (iugera, iugerum o iugus en llatí) fou una unitat de superfície romana,que mesurava 73 metres de llarg i 36 d'ample, equivalent a 0,2518 hectàrees, i que es correspon amb l'extensió de terreny que es podia llaurar en un dia amb un parell de bous. Era el doble que un actus quadratus. Es podia dividir i la part més petita era un scrupulum (30 metres quadrats). Una juguera tenia 288 scrupula; era la mesura més comuna entre els romans. Dues juguera formaven un heredium, i cent heredia una centúria i quatre centúries un saltus. En el primer repartiment de terra entre els romans es van donar a cada ciutadà dues juguera com a propietat hereditària.